# Johanna Heldin
Johanna Heldin est une curleuse suédoise, née le 29 août 1994 à Uppsala.

## Palmarès

### Jeux olympiques
- Pékin 2022
  -  médaille de bronze[1]